# جنگ اوگاندا و تانزانیا
جنگ اوگاندا و تانزانیا (انگلیسی: Uganda–Tanzania War) جنگی است که از اکتبر ۱۹۷۸ تا ژوین ۱۹۷۹ بین اوگاندا و تانزانیا رخ داد. این جنگ در نهایت منجر به سقوط رژیم عیدی امین شد. در طی این جنگ هزاران سرباز لیبیایی برای عیدی امین جنگیدند.